# Шор, Джонни
Джонатан Шор (англ. Jonathan Shore; род. 13 апреля 2007, Нью-Йорк, Нью-Йорк) — американский футболист, полузащитник клуба «Нью-Йорк Сити».

## Клубная карьера
Шор — воспитанник клуба «Нью-Йорк Сити». 7 августа 2022 года в поединке против дублёров «Коламбус Крю» игрок дебютировал за дублирующий состав в MLS Next Pro. 23 февраля 2025 года в матче против «Интер Майами» он дебютировал в MLS за основной состав.